# Cusco megye
Cusco vagy Cuzco megye Peru egyik megyéje, az ország délkeleti részén található. Székhelye Cuzco.

## Földrajz
Cusco megye Peru délkeleti részén helyezkedik el. Felszíne igen változatos, mivel az Andok hegyláncai húzódnak rajta keresztül. Területe észak és északkelet felé folyamatosan alacsonyodik, északi részét és északkeleti szélét már esőerdő borítja. Északon Ucayali, északkeleten Madre de Dios, délkeleten Puno, délen Arequipa, délnyugaton Apurímac, nyugaton Ayacucho, északnyugaton pedig Junín megyével határos.

### Tartományai
A megye 13 tartományra van osztva:
- Acomayo
- Anta
- Calca
- Canas
- Canchis
- Chumbivilcas
- Cusco
- Espinar
- La Convención
- Paruro
- Paucartambo
- Quispicanchi
- Urubamba

## Népesség
A megye népessége a közelmúltban folyamatosan növekedett:
| Év   | Lakosság  |
| ---- | --------- |
| 1940 | 486 592   |
| 1961 | 611 972   |
| 1972 | 715 237   |
| 1981 | 832 504   |
| 1993 | 1 028 763 |
| 2007 | 1 171 403 |

## Képek

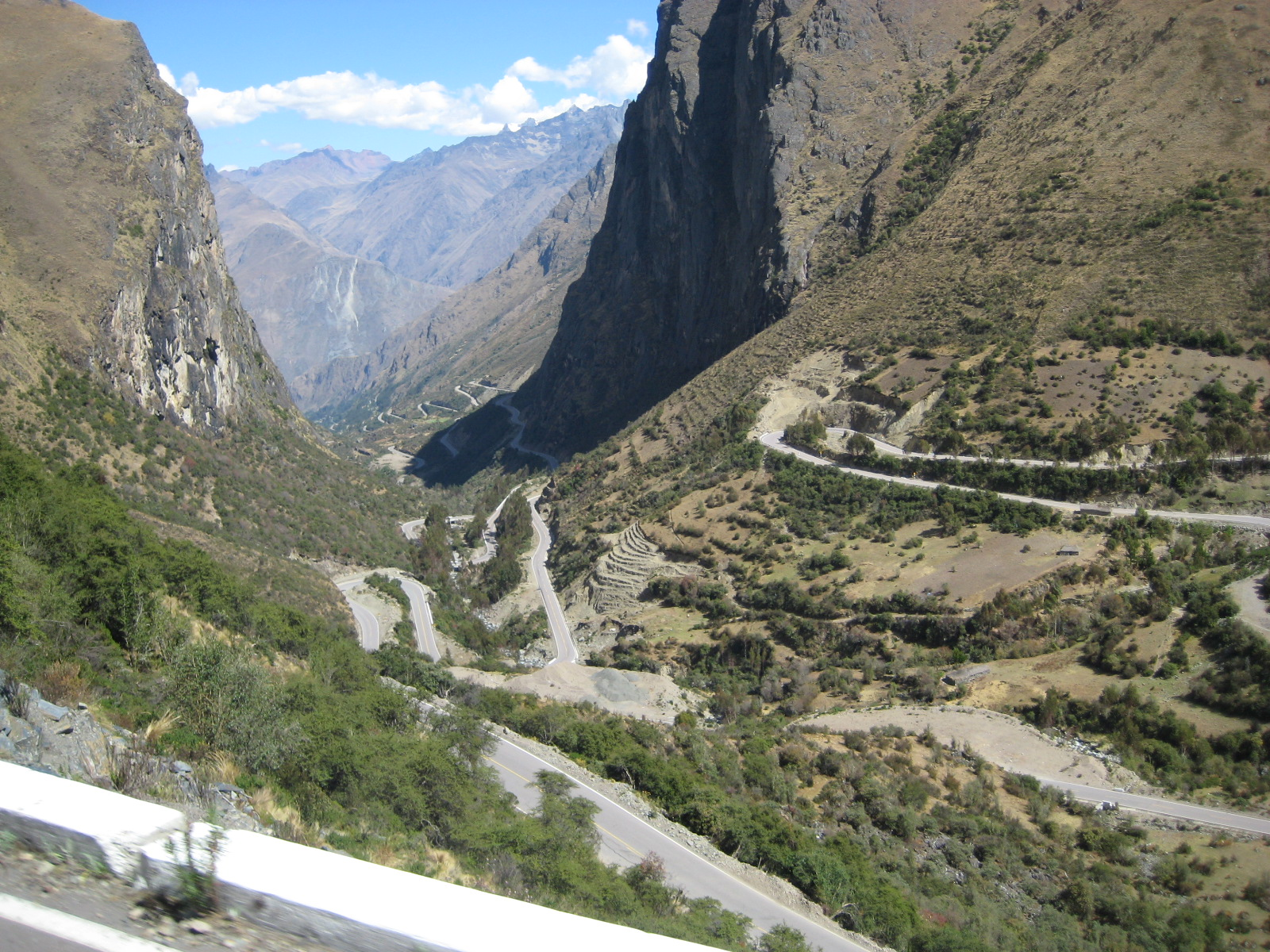
Tájkép
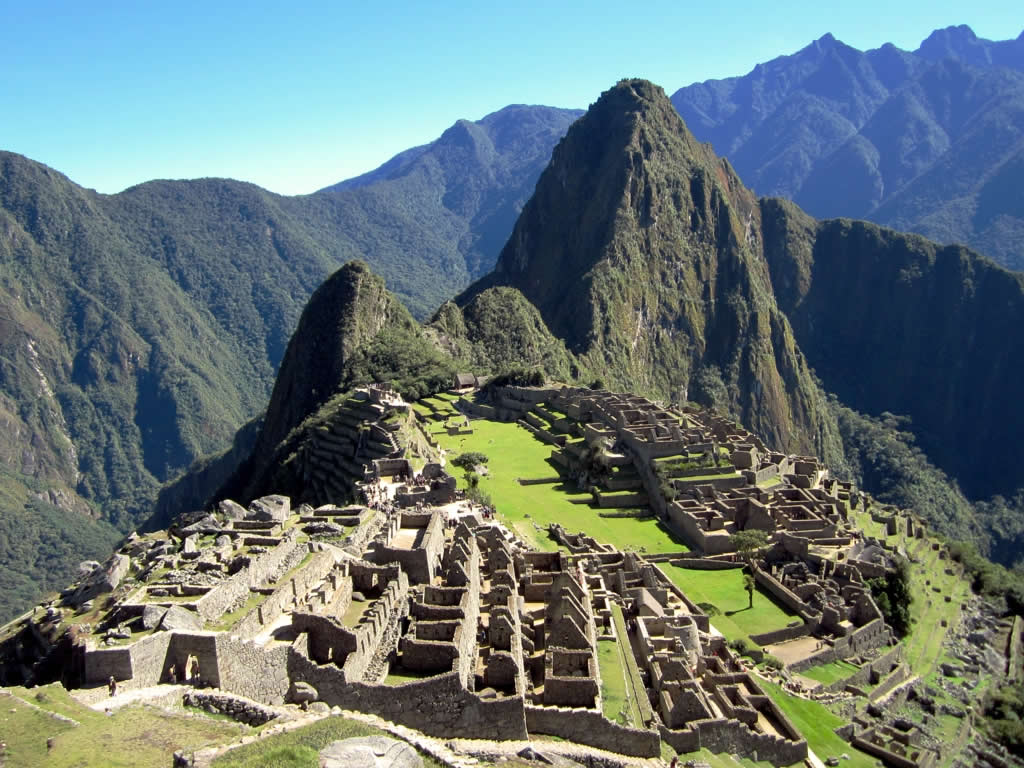
Machu Picchu
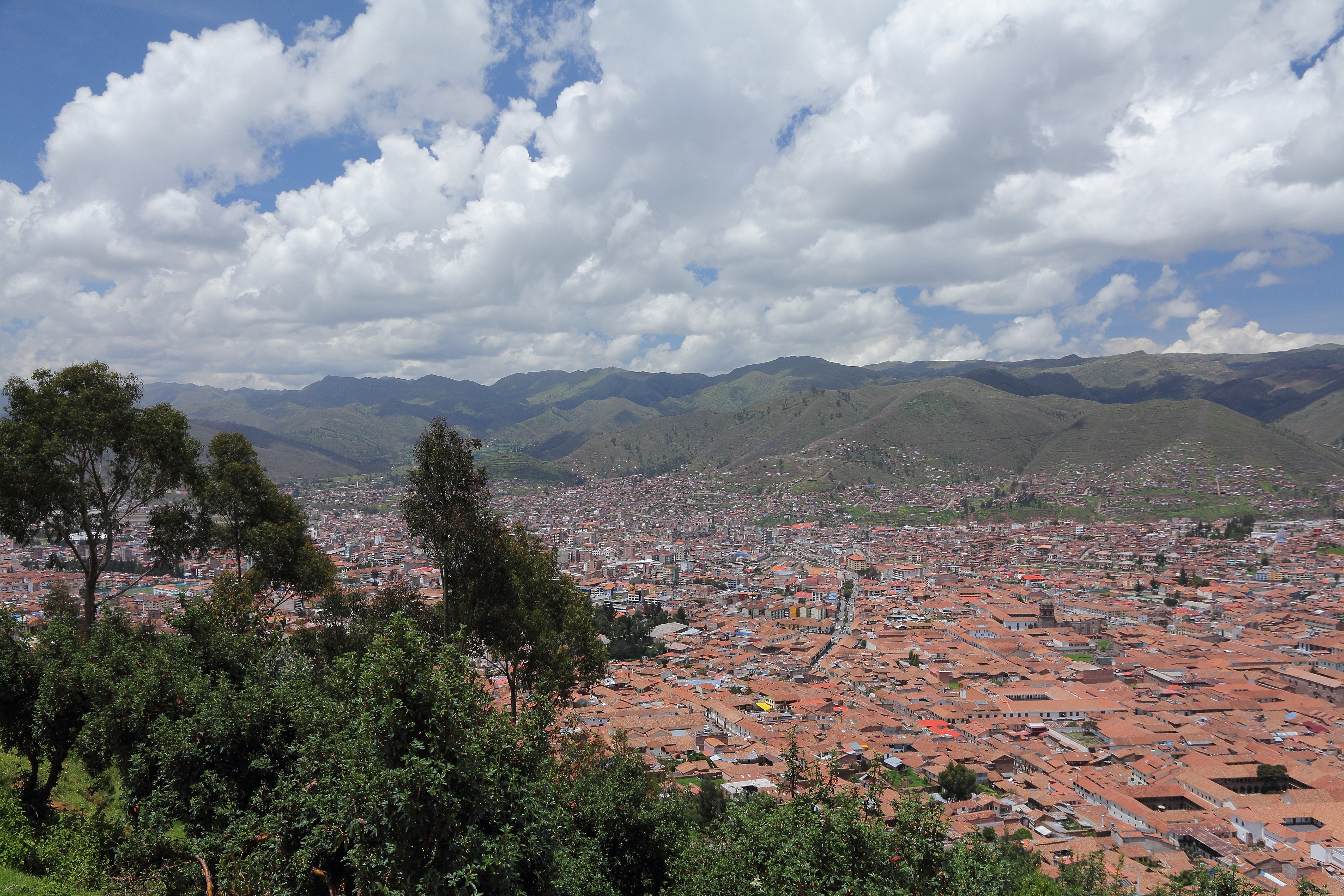
Cuzco városa
A Q’iswa Chaka indián kötélhíd
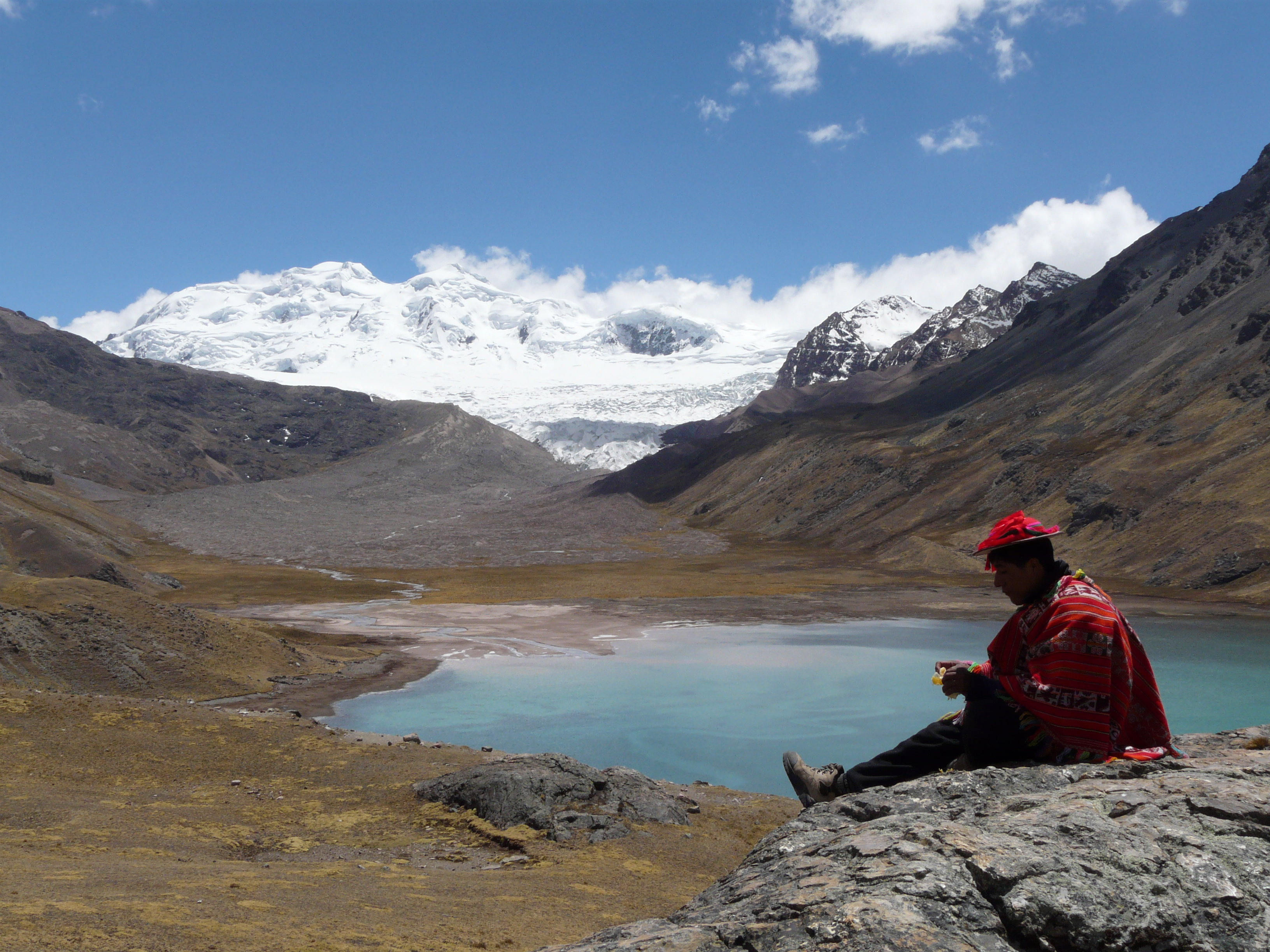
A Sibinacocha-tó